# Romieu (canton)
Le canton Romieu est un canton de la Gaspésie comprenant la localité de Capucins. Il fut proclamé officiellement le 9 juillet 1864. Il couvre une superficie de 25 655 hectares,.